# Benjamin Bieber
Benjamin Bieber (* 1981 in Braunschweig) ist ein deutscher Schauspieler.

## Leben
Benjamin Bieber sammelte bereits während seiner Schulzeit erste Erfahrungen auf der Bühne. Auf dem Gymnasium hatte er „Darstellendes Spiel“ als Unterrichtsfach. Als Jugendlicher und am Anfang seiner Schauspielausbildung spielte er Gitarre in verschiedenen Rock- und Punkbands. Sein Schauspielstudium nahm er zunächst an einer privaten Schauspielschule auf, wechselte dann jedoch ans Mozarteum in Salzburg, wo er von 2004 bis 2008 sein Schauspielstudium absolvierte. Danach war er als Gast am Maxim-Gorki-Theater und am Stadttheater Aachen engagiert. Von 2008 bis 2010 war er festes Ensemblemitglied des Volkstheaters Rostock, wo er u. a. in einer Theaterfassung den Goethe’schen
Werther und den Zettel in der Shakespeare-Komödie Ein Sommernachtstraum spielte.
Im Anschluss gehörte er ab der Spielzeit 2010/11 bis 2013 zum Ensemble des Staatstheaters Saarbrücken. Er debütierte dort als Horatio in Hamlet. Hier war er in Hauptrollen als Karl Moor in Die Räuber (Spielzeit 2011/12, Regie: Thomas Schulte-Michels), als Oskar in Geschichten aus dem Wiener Wald sowie in der Titelrolle des Revisors von Nikolai Gogol zu sehen. Am Staatstheater Saarbrücken gründete Bieber gemeinsam mit seinen Schauspielkollegen Ron Zimmering und Johannes Quester das musikalische Trio „Die Piloten“, bei dem er als Sänger hervortrat.
Es folgten Gastverpflichtungen am Deutschen Theater Berlin (2014), mehrfach am Monbijou Theater in Berlin (2014/15), am Vorarlberger Landestheater Bregenz (2015) und am Mainfrankentheater Würzburg (2016). 2017 gastierte Bieber am Staatstheater Saarbrücken als Maik in der Wiederaufnahme der Tschick-Inszenierung.
Benjamin Bieber stand auch für Film- und TV-Rollen vor der Kamera. Erste Filmarbeiten übernahm er während seines Schauspielstudiums, so in dem Spielfilm Autistic Disco unter der Regie von Hans Steinbichler. 2016 spielte er in der RTL-Produktion Gute Zeiten, schlechte Zeiten den „smarten“ Eventmanager und Jungunternehmer Julius Wenzel. Im August/September 2016 (ab Folge 2515) war er in der Telenovela Sturm der Liebe in insgesamt 14 Folgen in einer Serienrolle als „skrupelloser Bösewicht“ Lucien Evers zu sehen.
Benjamin Bieber lebt in Berlin.

## Filmografie (Auswahl)
- 2007: Autistic Disco (Kinofilm)
- 2009: Küstenwache: Nehmt Abschied Brüder (Fernsehserie, eine Folge)
- 2016: Gute Zeiten, schlechte Zeiten (Fernsehserie, Serienrolle)
- 2016: Sturm der Liebe (Fernsehserie, Serienrolle)